# MT942
La norme internationale MT942 est basée sur le standard défini par l'organisation SWIFT. Cette norme porte sur la transmission électronique du contenu détaillé des opérations du relevé de compte bancaire  dits avis Intradays, qui sont reçus au fil de l'eau et sont décrits dans la norme MT942. Elle complète souvent le relevé de compte défini par la norme MT940
De nombreux programmes bancaires ou progiciels d'entreprise (progiciels de gestion intégrés, FRP, ...) s'appuient sur cette norme, pour la gestion de trésorerie.
Cette norme internationale permet une certaine interopérabilité entre des informations bancaires qui seraient sinon structurées suivant des normes nationales incompatibles.